# Імені В. З. Тура (футбольний клуб)
Футбольний клуб імені В. З. Тура — український аматорський футбольний клуб із села Дельжилер Білгород-Дністровського району Одеської області, заснований у 2017 році. Виступає у Чемпіонаті та Кубку Одеської області. Домашні матчі приймає на стадіоні «Славія».
Названий на честь Тура Василя Захаровича — радянського діяча Татарбунарського району, Героя Соціалістичної Праці.

## Досягнення
- Чемпіонат Одеської області
  - Чемпіон: 2018, 2019,2021.